# معركة ستيلو
معركة ستيلو أو كابي كولونا هي معركة درات في 13 أو 14 يوليو 982 قرب كروتوني في كالابريا بين قوات الإمبراطور أوتو الثاني وحلفائه اللومبارد الإيطاليين وتلك التابعة للأمير الكلبي الصقلي أبي القاسم. تدعي بعض المصادر تلقي المسلمين دعمًا من البيزنطيين انتقامًا من غزو أوتو لمقاطعة بوليا التابعة لهم ولكن هذا غير مؤكد. انتهت المعركة بانتصار الكلبيين.